# Crépuscule pour un tueur
Crépuscule pour un tueur (englischsprachiger Titel Dusk for a Hitman) ist ein Action-Thriller von Raymond St-Jean. Er erzählt die wahre Lebensgeschichte von Donald Lavoie, gespielt von Éric Bruneau, der sich in den 1970er Jahren in Montreal als Auftragsmörder für den Dubois-Clan betätigte. Der Film kam im März 2023 in die kanadischen Kinos.

## Handlung
Im Jahr 1979 in Montreal. Donald Lavoie arbeitet als Killer für die kanadische Mafia und deren Anführer Claude Dubois. Er wurde mit der Aufgabe betraut, den neuen Rekruten Serge Rivard unter seine Fittiche zu nehmen. Der Hitzkopf verwickelt Donald in einen verpatzten Doppelmord. Die Anwälte des Dubois-Clans können ihn vor einer Strafverfolgung bewahren.

## Produktion
Der Film erzählt von wahren Ereignissen. Donald Lavoie war in den 1970er und frühen 1980er Jahren ein vielbeschäftigter Auftragsmörder in Kanada. Donald Lavoie und sein Bruder Carl wurden in Chicoutimi geboren und verbrachten einen Großteil ihrer Kindheit in Waisenhäusern und Pflegeheimen. In den 1970er Jahren ließen sie sich in Montreal nieder und taten sich mit dem Dubois-Clan zusammen. Beide waren für diesen als Auftragsmörder tätig. Für den Mafia-Boss Claude Dubois hat Donald Lavoie mindestens 15 Menschen ermordet. Er wurde später Informant der Polizei und 1982 Kronzeuge im Prozess gegen seinen ehemaligen Chef, was zu einer 25-jährigen Haftstrafe für Claude Dubois führte. Donald Lavoie wurde im Gegenzug nur zu einer relativ kurzen Haftstrafe verurteilt und nie wegen der 15 Morde verurteilt, die er gestanden hatte. Im Jahr 1983 trat Donald Lavoie in der kanadischen Nachrichtensendung The Fifth Estate für sein einziges Interview vor die Kamera und lebte danach unter einem neuen Namen weiterhin in Kanada.
Regie führte Raymond St-Jean, der gemeinsam mit Martin Girard auch das Drehbuch schrieb. St-Jean ist bereits seit Anfang der 1990er Jahre als Regisseur tätig, vorrangig für das Fernsehen. Girard schrieb zuletzt Drehbücher für die Filme Saint-Narcisse von Bruce LaBruce und die Miniserie Lac-Noir.
Éric Bruneau, bekannt aus dem Film Goalie, in dem er den berühmten kanadischen Eishockeyspieler Marcel Pronovost verkörperte, spielt in der Hauptrolle den Gangster Donald Lavoie. Da es Bruneau nicht gelang, Kontakt zu Donald Lavoie herzustellen, versuchte er in Vorbereitung auf seine Rolle, Menschen aus dessen Umfeld kennenzulernen, und traf sich mit einigen Polizisten, Psychologen und anderen Gangstern aus Montreal. Mit einigen weiteren Besetzungsmitgliedern stand Bruneau bereits gemeinsam für die Fernsehserie The Killer Inside vor der Kamera. Benoît Gouin spielt Claude Dubois, den Anführer des Dubois-Clans. Simon Landry-Desy spielt Donalds Bruder Carl. Joakim Robillard spielt Serge Rivard, wegen dem Donald Lavoie einen Doppelmord verpatzt. Sylvain Marcel spielt Detective Sergeant Roger Burns, der Donald Lavoie davon überzeugen kann, als Informant für die Polizei zu arbeiten. Rose-Marie Perreault spielt seine Frau Francine, mit der er eine gemeinsam Tochter hat.
Die Dreharbeiten fanden in Montreal statt, wo sich die Vorfälle ereigneten. Kameramann Jean-François Lord war in der Vergangenheit unter anderem für das Filmdrama We are Gold von Eric Morin, das Mystery-Drama Mont Foster von Louis Godbout und zuletzt für den Film French Girl – Ein Tisch für Drei von James A. Woods und Nicolas Wright tätig.
Die Filmmusik komponierte Gaëtan Gravel. Gemeinsam mit Patrice Dubuc komponierte der Kanadier unter anderem die Musik für den Film Souterrain von Sophie Dupuis und arbeitete zuletzt für den Fernsehfilm When Love Blooms von Éric Tessier.
Der erste Trailer wurde im Dezember 2022 vorgestellt. Seine Premiere feierte Crépuscule pour un tueur am 28. Februar 2023 beim Filmfestival Rendez-vous Québec Cinéma. Am 10. März desselben Jahres kam der Film in Kanada in die Kinos. Am 19. April 2024 wurde er in den USA als Video-on-Demand veröffentlicht.

## Rezeption
Von den bei Rotten Tomatoes aufgeführten Kritiken sind 92 Prozent positiv.